# Залізнична платформа 3020 км
3020 км (рос. 3020 км) — населений пункт (тип: залізнична платформа) у Барабінському районі Новосибірської області Російської Федерації.
Входить до складу муніципального утворення Шубінська сільрада. Населення становить 6 осіб (2010).

## Історія
Згідно із законом від 2 червня 2004 року органом місцевого самоврядування є Шубінська сільрада.

## Населення
| 2002 | 2007 | 2010 |
| ---- | ---- | ---- |
| 9    | ↘8   | ↘6   |